# Olympische Sommerspiele 2020/Wasserspringen – 10 m Turmspringen (Männer)
Das 10-m-Turmspringen der Männer bei den Olympischen Spielen 2020 in Tokio fand am 6. und 7. August 2021 im Tokyo Aquatics Centre statt. Olympiasieger wurde Cao Yuan, der bereits 2012 Gold im Synchronspringen vom Turm und 2016 Gold im Kunstspringen gewonnen hatte. Silber gewann Weltmeister Yang Jian, während Tom Daley mit Bronze seine erste Einzelmedaille bei den Olympischen Spielen gewann.

## Titelträger
| Olympiasieger | Chen Aisen | 585,30 | Rio de Janeiro 2016 |
| Weltmeister   | Yang Jian  | 598,65 | Gwangju 2019        |

## Ergebnisse
| Rang | Athlet                | Nation             | Vorrunde | Vorrunde | Halbfinale    | Halbfinale    | Finale        | Finale        | Finale        | Finale        | Finale        | Finale        | Finale        |
| Rang | Athlet                | Nation             | Punkte   | Rang     | Punkte        | Rang          | 1             | 2             | 3             | 4             | 5             | 6             | Gesamt        |
| ---- | --------------------- | ------------------ | -------- | -------- | ------------- | ------------- | ------------- | ------------- | ------------- | ------------- | ------------- | ------------- | ------------- |
| 1    | Cao Yuan              | China              | 529,30   | 2        | 513,70        | 1             | 102,00        | 81,60         | 97,20         | 97,20         | 101,75        | 102,60        | 582,35        |
| 2    | Yang Jian             | China              | 546,90   | 1        | 480,85        | 2             | 90,10         | 94,50         | 89,75         | 91,20         | 102,60        | 112,75        | 580,40        |
| 3    | Tom Daley             | Großbritannien     | 453,70   | 4        | 462,90        | 4             | 98,60         | 91,20         | 91,80         | 80,50         | 94,35         | 91,80         | 548,25        |
| 4    | Alexander Bondar      | ROC                | 513,85   | 3        | 464,10        | 3             | 75,20         | 91,80         | 85,75         | 81,00         | 94,35         | 86,40         | 514,50        |
| 5    | Wiktor Minibajew      | ROC                | 391,95   | 14       | 447,50        | 5             | 68,80         | 91,80         | 91,80         | 73,80         | 83,25         | 86,40         | 495,85        |
| 6    | Oleksij Sereda        | Ukraine            | 435,90   | 6        | 416,05        | 7             | 83,20         | 79,20         | 88,20         | 56,10         | 75,00         | 80,00         | 461,70        |
| 7    | Rikuto Tamai          | Japan              | 374,25   | 16       | 413,65        | 8             | 72,00         | 86,40         | 75,85         | 86,40         | 35,70         | 75,60         | 431,95        |
| 8    | Cassiel Rousseau      | Australien         | 423,55   | 8        | 444,10        | 6             | 57,60         | 61,20         | 74,25         | 76,50         | 72,00         | 88,80         | 430,35        |
| 9    | Jordan Windle         | Vereinigte Staaten | 390,05   | 15       | 409,80        | 9             | 68,80         | 72,60         | 39,60         | 88,80         | 69,70         | 68,40         | 407,90        |
| 10   | Kawan Pereira         | Brasilien          | 371,65   | 17       | 400,40        | 12            | 60,80         | 79,20         | 46,20         | 79,55         | 56,10         | 72,00         | 393,85        |
| 11   | Brandon Loschiavo     | Vereinigte Staaten | 403,85   | 11       | 409,75        | 10            | 67,20         | 59,40         | 48,60         | 69,70         | 66,60         | 72,15         | 383,65        |
| 12   | Andrés Villarreal     | Mexiko             | 410,30   | 9        | 405,55        | 11            | 67,20         | 59,40         | 59,50         | 42,50         | 72,15         | 81,00         | 381,75        |
| 13   | Nathan Zsombor-Murray | Kanada             | 443,85   | 5        | 397,85        | 13            | ausgeschieden | ausgeschieden | ausgeschieden | ausgeschieden | ausgeschieden | ausgeschieden | ausgeschieden |
| 14   | Rafael Quintero       | Puerto Rico        | 396,90   | 12       | 397,55        | 14            | ausgeschieden | ausgeschieden | ausgeschieden | ausgeschieden | ausgeschieden | ausgeschieden | ausgeschieden |
| 15   | Kim Yeong-taek        | Südkorea           | 366,80   | 18       | 374,90        | 15            | ausgeschieden | ausgeschieden | ausgeschieden | ausgeschieden | ausgeschieden | ausgeschieden | ausgeschieden |
| 16   | Woo Ha-ram            | Südkorea           | 427,25   | 7        | 374,50        | 16            | ausgeschieden | ausgeschieden | ausgeschieden | ausgeschieden | ausgeschieden | ausgeschieden | ausgeschieden |
| 17   | Timo Barthel          | Deutschland        | 395,70   | 13       | 364,50        | 17            | ausgeschieden | ausgeschieden | ausgeschieden | ausgeschieden | ausgeschieden | ausgeschieden | ausgeschieden |
| 18   | Sebastián Villa       | Kolumbien          | 407,30   | 10       | 341,40        | 18            | ausgeschieden | ausgeschieden | ausgeschieden | ausgeschieden | ausgeschieden | ausgeschieden | ausgeschieden |
| 19   | Rylan Wiens           | Kanada             | 366,70   | 19       | ausgeschieden | ausgeschieden | ausgeschieden | ausgeschieden | ausgeschieden | ausgeschieden | ausgeschieden | ausgeschieden | ausgeschieden |
| 20   | Isaac Souza           | Brasilien          | 339,30   | 20       | ausgeschieden | ausgeschieden | ausgeschieden | ausgeschieden | ausgeschieden | ausgeschieden | ausgeschieden | ausgeschieden | ausgeschieden |
| 21   | Jaden Eikermann       | Deutschland        | 330,75   | 21       | ausgeschieden | ausgeschieden | ausgeschieden | ausgeschieden | ausgeschieden | ausgeschieden | ausgeschieden | ausgeschieden | ausgeschieden |
| 22   | Óscar Ariza           | Venezuela          | 327,05   | 22       | ausgeschieden | ausgeschieden | ausgeschieden | ausgeschieden | ausgeschieden | ausgeschieden | ausgeschieden | ausgeschieden | ausgeschieden |
| 23   | Mohab El-Kordy        | Ägypten            | 318,55   | 23       | ausgeschieden | ausgeschieden | ausgeschieden | ausgeschieden | ausgeschieden | ausgeschieden | ausgeschieden | ausgeschieden | ausgeschieden |
| 24   | Iván García           | Mexiko             | 316,95   | 24       | ausgeschieden | ausgeschieden | ausgeschieden | ausgeschieden | ausgeschieden | ausgeschieden | ausgeschieden | ausgeschieden | ausgeschieden |
| 25   | Reo Nishida           | Japan              | 314,30   | 25       | ausgeschieden | ausgeschieden | ausgeschieden | ausgeschieden | ausgeschieden | ausgeschieden | ausgeschieden | ausgeschieden | ausgeschieden |
| 26   | Jonathan Chan         | Singapur           | 311,15   | 26       | ausgeschieden | ausgeschieden | ausgeschieden | ausgeschieden | ausgeschieden | ausgeschieden | ausgeschieden | ausgeschieden | ausgeschieden |
| 27   | Noah Williams         | Großbritannien     | 309,55   | 27       | ausgeschieden | ausgeschieden | ausgeschieden | ausgeschieden | ausgeschieden | ausgeschieden | ausgeschieden | ausgeschieden | ausgeschieden |
| 28   | Sam Fricker           | Australien         | 306,50   | 28       | ausgeschieden | ausgeschieden | ausgeschieden | ausgeschieden | ausgeschieden | ausgeschieden | ausgeschieden | ausgeschieden | ausgeschieden |
| 29   | Matthieu Rosset       | Frankreich         | 275,70   | 29       | ausgeschieden | ausgeschieden | ausgeschieden | ausgeschieden | ausgeschieden | ausgeschieden | ausgeschieden | ausgeschieden | ausgeschieden |